# General Elizardo Aquino
General Elizardo Aquino, spesso abbreviato in General Aquino, è un centro abitato del Paraguay, situato nel dipartimento di San Pedro, a 278 km dalla capitale del paese Asunción; la località forma uno dei 19 distretti del dipartimento.

## Popolazione
Al censimento del 2002 General Elizardo Aquino contava una popolazione urbana di 2.814 abitanti (21.607 nell'intero distretto).

## Caratteristiche
Fondata nel 1893 da coloni di origine italiana con il nome di Trinacria, la località cambiò nome in onore a José Elizardo Aquino Jara, un militare morto durante la guerra della Triplice Alleanza.
Le principali attività economiche sono l'agricoltura e l'allevamento.